# Симокита
Симо́кита (яп. 下北郡 Симокита-гун) — уезд, расположенный в префектуре Аомори (Япония). Состоит из двух изолированных участков — разделены городом Муцу, который ранее был в составе уезда.
Площадь — 551,08 км², Население — 18 297 человек (на 2009 год).

## Населённые пункты
- село Кадзамаура
- посёлок Ома
- село Саи
- село Хигасидори

## История
Преобразования уезда:

Расположение уезда (жёлтый цвет) на карте префектуры Аомори
С созданием муниципальной системы 1 апреля 1889 года, в состав уезда вошли 9 сёл (были объединены 34 села).

- 1 января 1901 год — селу Танабу присвоен статус посёлка
- 31 октября 1917 год — селу Оминато присвоен статус посёлка
- 30 ноября 1928 год — селу Камаучи присвоен статус посёлка
- 1 мая 1934 год — селу Охата присвоен статус посёлка
- 3 ноября 1942 год — селу Ома присвоен статус посёлка

- 1 сентября 1959 год — был образован новый город Оминато-Танабу (с 1960 года Муцу)
- 14 марта 2005 год — посёлки Камаучи и Охата вошли в состав города Муцу